# リトアニアのイスラム教

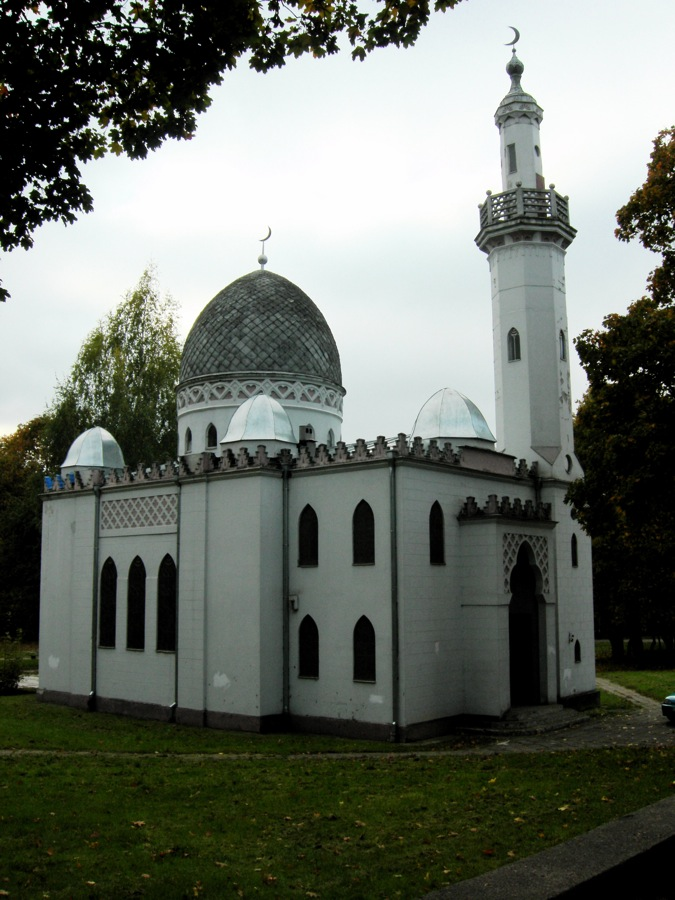
カウナス・モスク

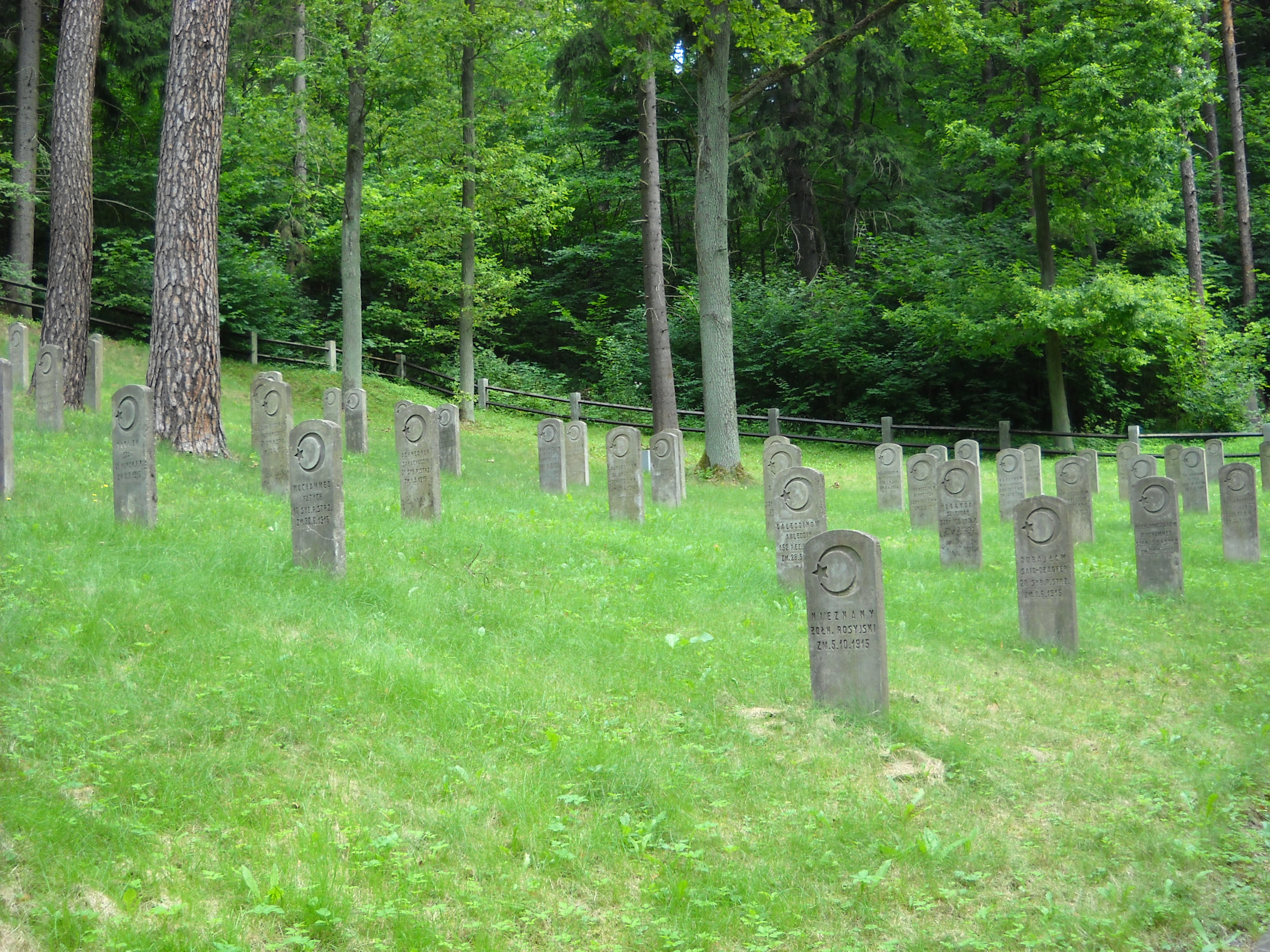
第一次世界大戦時にリトアニアで戦死した、ツァーリ軍のムスリム兵士の墓（アンタカルニス墓地）

本項目ではリトアニアのイスラム教について記述する。

## 概要
他の北欧、西欧諸国とは異なり、長い歴史を誇る。バルト海から黒海にまで及んだ、ポーランド・リトアニア共和国の中世リトアニア大公国は、クリミア・タタール人が居住する南部にムスリムの土地が複数存在。
主に大公ヴィータウタスの統治下にあった、現在のリトアニア共和国の領土へ少数のムスリムが民族的に移住するが、タタール（リプカ・タタール人）は時と共に独自の言語を失い、現在ではリトアニア語を話すに至る。しかしながら、独自の宗教としてイスラム教を守り続けた。
より広大なイスラム世界から長らく隔絶していたため、リトアニア系タタールの宗教的慣習はスンナ派のものとは若干異なる。ただし、れっきとしたセクトとは見なされていない。当時の他の多くのヨーロッパ社会とは異なり、リトアニアには信仰の自由が存在し、リトアニア系タタールは特定の場所に定住してゆく。
モスクや墓地といったリトアニア系タタール文化の多くは、ソビエト連邦がリトアニアを併合後、破却されるに至る。その後1991年にソ連から独立を果たすと、政府はリトアニア系タタール文化の振興を支援。
木製のモスクが比較的ムスリム人口の多い地域に3ヶ所現存する他、1930年代の独立戦争時、リトアニアにタタールやイスラム教を持ち込んだヴィータウタスを記念して、カウナスに煉瓦製のモスクが新たに建てられることとなる。
ロシア人が破却したため、首都ビリニュスにはモスクが存在せず、リトアニア系タタールの住民はモスク再建に取り組んでいるが、課題は多い。ビリニュス市当局からの働き掛けや資金が不足しているためである。
現在は数千人のリトアニア系タタールしかいないものの、独立以後は幾許かの民族再興が成っている。ソビエト連邦時代、他のムスリム国家から一部住民が転入してきたが、その多くは無神論者であった。独立以後今日までムスリムが移民として来たが、その数は西欧と比しても極めて少ない。
したがってリトアニア系タタールは、改宗した一部リトアニア人に支えられつつ、国内のイスラム教の中心的存在となっている。2001年に行われた直近の国勢調査によると、国内には総人口の0.08%に当たる2860人のスンナ派ムスリムが居住しているという（これ以外の宗派の数は不明）。

## ギャラリー

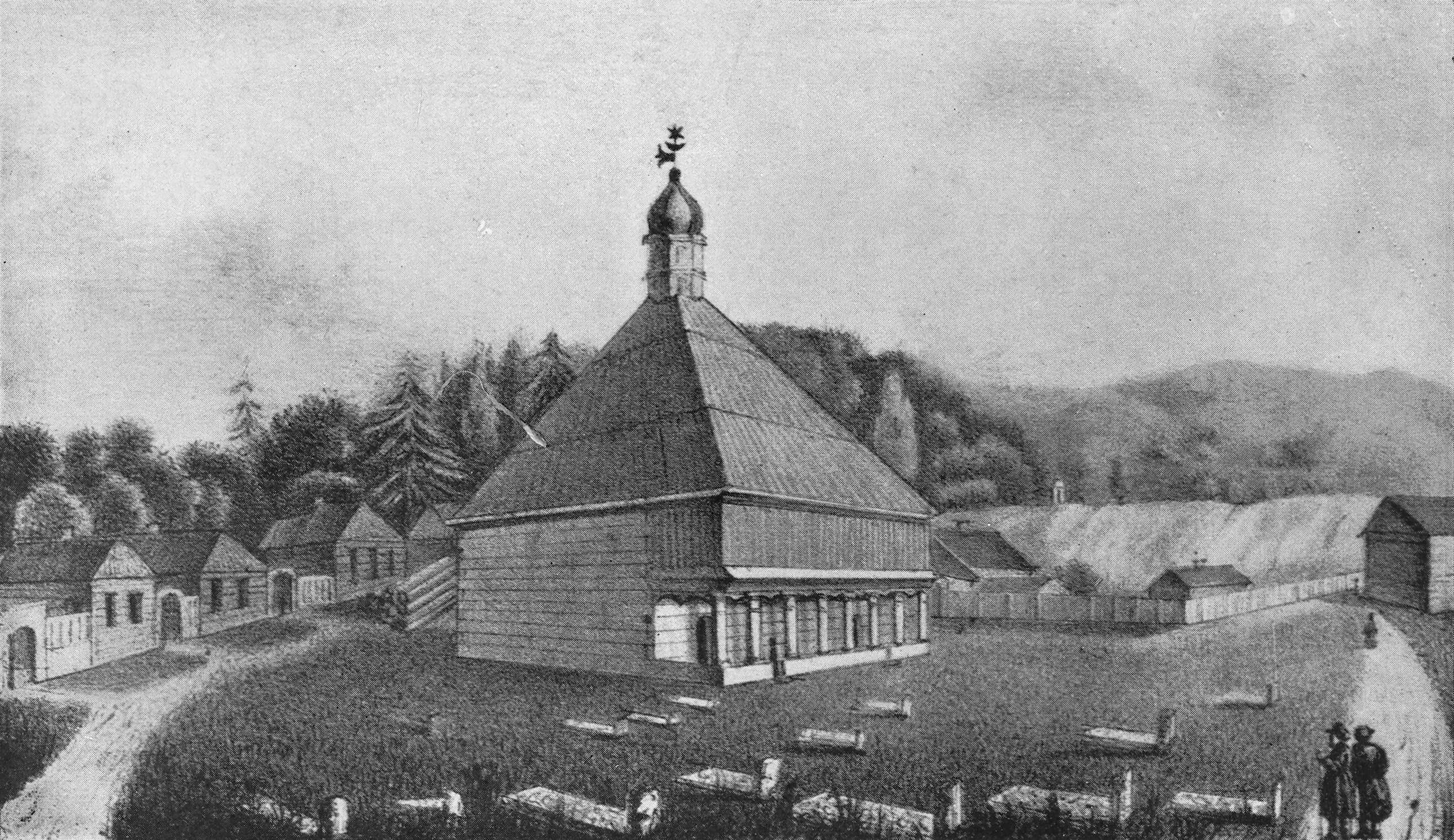
リトアニア最古のモスクの1つ
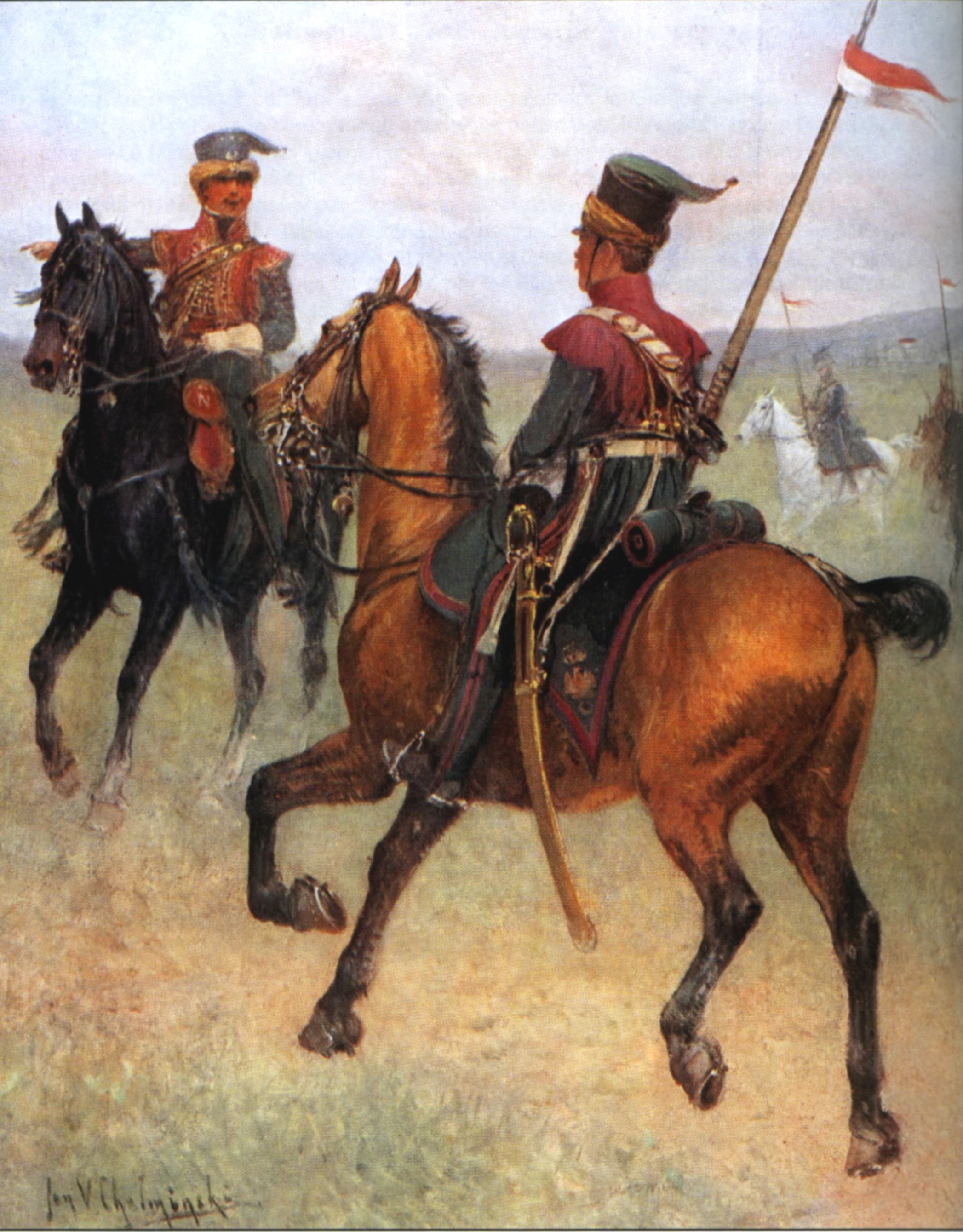
ナポレオン軍のリトアニア系タタール